# Banca ètica
La banca ètica està formada per aquelles entitats bancàries que apliquen els principis de les finances ètiques, és a dir aquelles que tenen per objectiu fer compatible la rendibilitat financera i econòmica amb l'assoliment d'objectius socials i ambientals.
La banca ètica parteix del principi que els seus usuaris (persones i entitats estalviadores) tenen dret a saber on i en què s'inverteixen els seus diners, comprometent-se com a entitat a no finançar activitats que es consideren reprovables, i optant per destinar els seus recursos només en projectes amb contingut social, ambiental i a facilitar l'accés al crèdit a persones i grups que generalment n'estan exclosos.
No es tracta, doncs, exclusivament d'administrar els diners de forma responsable des d'un punt de vista financer, sinó també fer-ho de forma social i mediambientalment responsable.
Tot i que ni el Fons Monetari Internacional ni la majoria de bancs centrals han regulat encara una definició per als bancs i entitats que apliquen els principis de les finances ètiques, hi ha cinc principis que constitueixen la base d'aquestes:
- Principi d'ètica aplicada: l'ètica com un procés de reflexió continua en l'aplicació dels criteris d'inversió i concessió de crèdits.
- Principi de coherència: els diners es fan servir d'acord amb uns determinats valors.
- Principi de participació: Les decisions es prenen de manera democràtica. No es tracta tan sols que els socis votin, sinó que han de poder participar en la definició de les polítiques bàsiques de l'entitat.
- Principi de transparència: Informació pública i regular de les activitats que s'emprenen i de les seves conseqüències.
- Principi d'implicació: Les entitats de finançament ètic han d'anar més enllà dels criteris negatius i han de definir la seva política d'inversió seguint criteris positius per tal de transformar la societat.

Un banc ètic, doncs, és simplement un banc que aplica en la seva activitat els criteris ètics recollits en el punt anterior. Tanmateix, és un banc, per tant ha de ser capaç d'assegurar el retorn dels seus fons d'inversió als dipositants i ha de poder garantir la seva pròpia continuïtat.
Per tant, un banc ètic té per objectius funcionar basant-se en criteris ètics i obtenir beneficis.
La banca ètica aplica, doncs, uns criteris de selecció abans d'escollir els seus projectes: d'una banda, aplica criteris negatius, és a dir, evita invertir o realitzar determinades operacions com són, per exemple, la producció i venda d'armament, la producció d'energia nuclear, l'especulació financera, la utilització de paradisos fiscals o les deslocalitzacions amb pràctiques d'explotació laboral; i d'altra banda aplica criteris positius i, per tant, prioritza les seves inversions en determinats sectors com el suport a projectes mediambientals, activitats de comerç just i microcrèdits a persones amb escassos recursos.
La banca ètica pretén convèncer la població que incorporar l'ètica a les decisions diàries d'estalvi, d'inversió o de moviments bancaris d'ingressos i pagaments pot tenir un gran efecte transformador.

## Banca ètica als Països Catalans
- Caixa Ontinyent[3]
- Caixa d'Enginyers[4][5]
- Colonya Caixa Pollença
- Coop57
- Fiare Banca Etica - Banca Popolare Etica
- Oikocredit
- Triodos Bank[4][5]